# Simon Bédard
Simon Bédard (* 3. Januar 1997 in Vannes) ist ein französischer Leichtathlet, der im Mittel- und Langstreckenlauf an den Start geht.

## Sportliche Laufbahn
Erste internationale Erfahrungen sammelte Simon Bédard, der an der Butler University in den Vereinigten Staaten studierte, im Jahr 2022, als er bei den Mittelmeerspielen in Oran in 14:51,20 min den zwölften Platz im 5000-Meter-Lauf belegte. Im Jahr darauf siegte er bei den World University Games in Chengdu in 14:14,10 min über 5000 Meter. 2024 belegte er bei den Europameisterschaften in Rom in 28:11,61 min den neunten Platz im 10.000-Meter-Lauf. Im Dezember gewann er bei den Crosslauf-Europameisterschaften in Antalya in 18:02 min gemeinsam mit Antoine Senard, Émilie Girard und Agathe Guillemot die Silbermedaille hinter dem italienischen Team. Im Jahr darauf wurde er bei den erstmals ausgetragenen Straßenlauf-Europameisterschaften 2025 in Löwen in 28:39 min 20. im 10-km-Straßenlauf.

## Persönliche Bestleistungen
- 1500 Meter: 3:38,77 min, 8. Juli 2023 in Décines-Charpieu
  - 1500 Meter (Halle): 3:42,40 min, 11. Februar 2023 in Metz
- 3000 Meter: 7:45,53 min, 16. Juli 2024 in Luzern
  - 3000 Meter (Halle): 7:51,52 min, 12. Februar 2022 in Boston
- 5000 Meter: 13:15,46 min, 6. Juli 2024 in Maisons-Laffitte
- 10.000 Meter: 27:42,72 min, 18. Mai 2024 in London
- 10-km-Straßenlauf: 28:07 min, 12. Januar 2025 in Valencia
- Halbmarathon: 1:02:35 h, 27. Oktober 2024 in Valencia